# Tehtaan kenttä
Tehtaan kenttä este un stadion de fotbal din orașul Valkeakoski, Finlanda.